# Leichtathletik-Europameisterschaften 1974/800 m der Frauen

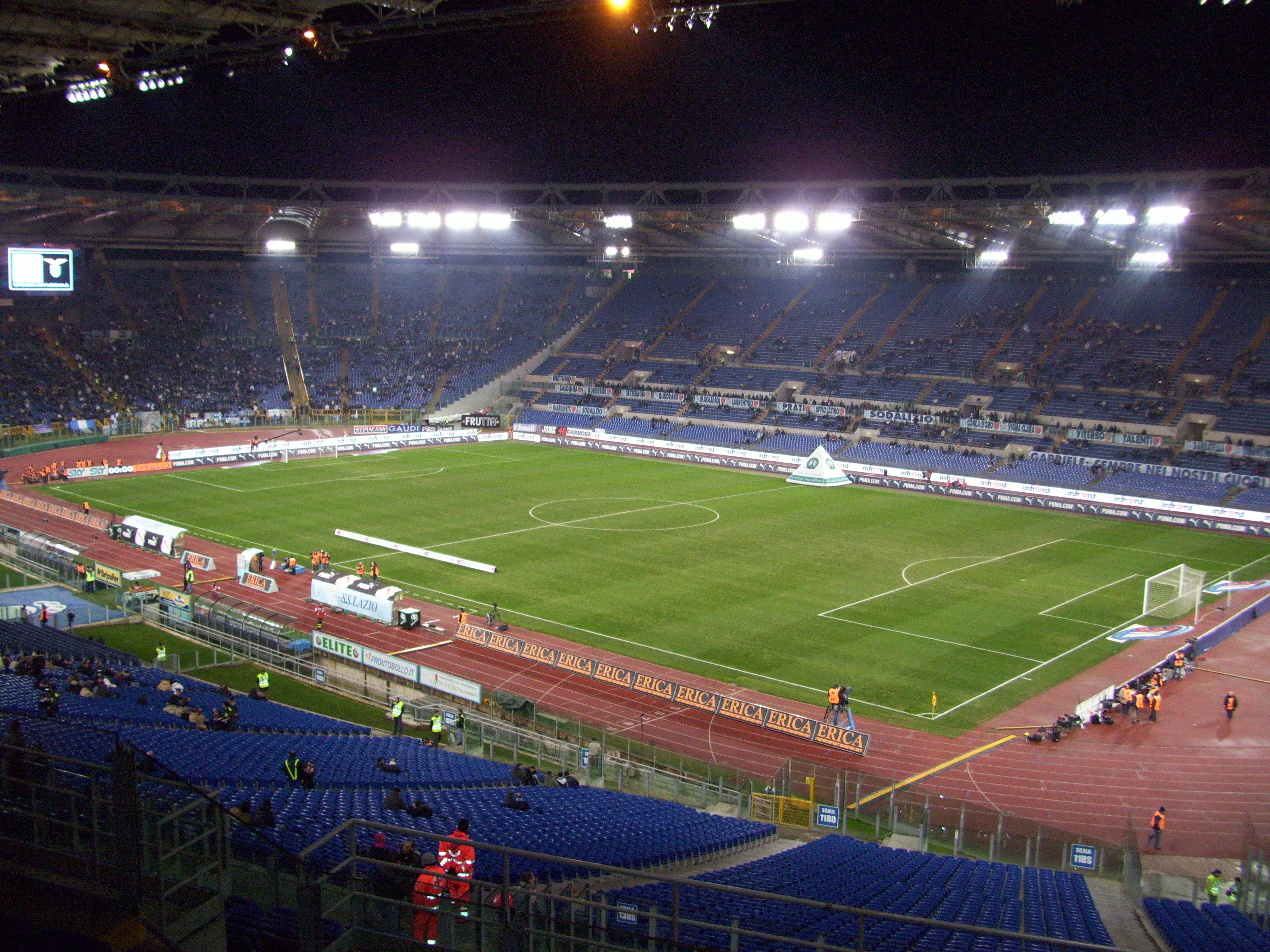
Das Olympiastadion von Rom im Jahr 2009

Der 800-Meter-Lauf der Frauen bei den Leichtathletik-Europameisterschaften 1974 wurde vom 2. bis 4. September 1974 im Olympiastadion von Rom ausgetragen.
Europameisterin wurde die Bulgarin Liljana Tomowa. Den zweiten Rang belegte die Olympiadritte über 800 Meter von 1972 Gunhild Hoffmeister aus der DDR, die über 1500 Meter 1972 Olympiazweite und 1971 Vizeeuropameisterin war und auf dieser längeren Mittelstrecke vier Tage später den EM-Titel errang. Bronze ging an die Rumänin Mariana Suman.

## Rekorde

### Bestehende Rekorde
| Weltrekord   | 1:57,5 min  | Swetla Slatewa | Athen, Griechenland   | 24. August 1973 |
| Europarekord | 1:57,5 min  | Swetla Slatewa | Athen, Griechenland   | 24. August 1973 |
| EM-Rekord    | 2:00,00 min | Vera Nikolić   | EM Helsinki, Finnland | 12. August 1971 |

### Rekordverbesserungen
Der bestehende Meisterschaftsrekord wurde verbessert und darüber hinaus gab es vier neue Landesrekorde.
- Meisterschaftsrekord:
  - 1:58,14 min – Liljana Tomowa (Bulgarien), Finale am 4. September
- Landesrekorde:
  - 2:02,3 min – Gunilla Lindh (Schweden), dritter Vorlauf am 2. September
  - 2:00,3 min – Marie-Françoise Dubois (Frankreich), erstes Halbfinale am 3. September
  - 1:58,81 min – Gunhild Hoffmeister (DDR), Finale am 4. September
  - 1:59,94 min – Marie-Françoise Dubois (Frankreich), Finale am 4. September

Zusätzlich sind Besonderheiten mit verschiedenen Kürzeln benannt:
- CR: Championshiprekord
- NR: Nationaler Rekord
- DR: Deutscher Rekord
- DNS: nicht am Start (did not start)

## Vorrunde
2. September 1974
Die Vorrunde wurde in drei Läufen durchgeführt. Die ersten vier Athletinnen pro Lauf – hellblau unterlegt – sowie die darüber hinaus vier zeitschnellsten Läuferinnen – hellgrün unterlegt – qualifizierten sich für das Halbfinale.

### Vorlauf 1
| Platz | Name                   | Nation      | Zeit (min) |
| ----- | ---------------------- | ----------- | ---------- |
| 1     | Marie-Françoise Dubois | Frankreich  | 2:01,2     |
| 2     | Elżbieta Katolik       | Polen       | 2:01,4     |
| 3     | Mariana Suman          | Rumänien    | 2:01,5     |
| 4     | Nina Morgunowa         | Sowjetunion | 2:01,7     |
| 5     | Mary Purcell           | Irland      | 2:02,8     |
| 6     | Birgitte Jennes        | Dänemark    | 2:09,2     |

### Vorlauf 2
| Platz | Name                  | Nation         | Zeit (min) |
| ----- | --------------------- | -------------- | ---------- |
| 1     | Gunhild Hoffmeister   | DDR            | 2:02,6     |
| 2     | Gisela Ellenberger    | BR Deutschland | 2:02,7     |
| 3     | Nijolė Sabaitė        | Sowjetunion    | 2:02,9     |
| 4     | Nikolina Schterewa    | Bulgarien      | 2:03,2     |
| 5     | Anne-Marie Van Nuffel | Belgien        | 2:03.6     |
| 6     | Rosemary Wright       | Großbritannien | 2:03,9     |

### Vorlauf 3
| Platz | Name                  | Nation         | Zeit (min) |
| ----- | --------------------- | -------------- | ---------- |
| 1     | Liljana Tomowa        | Bulgarien      | 2:02,1     |
| 2     | Walentina Gerassimowa | Sowjetunion    | 2:02,2     |
| 3     | Waltraud Pöhland      | DDR            | 2:02,3     |
| 4     | Gunilla Lindh         | Schweden       | 2:02,3 NR  |
| 5     | Lesley Kiernan        | Großbritannien | 2:02,8     |
| 6     | Jolanta Januchta      | Polen          | 2:04,7     |

## Halbfinale
3. September 1974, 17:10 Uhr
In den beiden Halbfinalläufen qualifizierten sich die jeweils ersten vier Athletinnen – hellblau unterlegt – für das Finale.

### Lauf 1
| Platz | Name                   | Nation         | Zeit (min) |
| ----- | ---------------------- | -------------- | ---------- |
| 1     | Mariana Suman          | Rumänien       | 2:00,2     |
| 2     | Marie-Françoise Dubois | Frankreich     | 2:00,3 NR  |
| 3     | Walentina Gerassimowa  | Sowjetunion    | 2:00,8     |
| 4     | Gisela Ellenberger     | BR Deutschland | 2:01,5     |
| 5     | Waltraud Pöhland       | DDR            | 2:01,9     |
| 6     | Mary Purcell           | Irland         | 2:04,0     |
| 7     | Nikolina Schterewa     | Bulgarien      | 2:04,1     |
| 8     | Rosemary Wright        | Großbritannien | 2:04,9     |

### Lauf 2
| Platz | Name                  | Nation         | Zeit (min) |
| ----- | --------------------- | -------------- | ---------- |
| 1     | Gunhild Hoffmeister   | DDR            | 2:03,0     |
| 2     | Elżbieta Katolik      | Polen          | 2:03,1     |
| 3     | Liljana Tomowa        | Bulgarien      | 2:03,3     |
| 4     | Nina Morgunowa        | Sowjetunion    | 2:03,6     |
| 5     | Anne-Marie Van Nuffel | Belgien        | 2:04,1     |
| 6     | Lesley Kiernan        | Großbritannien | 2:05,4     |
| DNS   | Nijolė Sabaitė        | Sowjetunion    |            |
| DNS   | Gunilla Lindh         | Schweden       |            |

## Finale
4. September 1974
| Platz | Name                   | Nation         | Zeit (min) |
| ----- | ---------------------- | -------------- | ---------- |
| 1     | Liljana Tomowa         | Bulgarien      | 1:58,14 CR |
| 2     | Gunhild Hoffmeister    | DDR            | 1:58,81 DR |
| 3     | Mariana Suman          | Rumänien       | 1:59,84    |
| 4     | Marie-Françoise Dubois | Frankreich     | 1:59,94 NR |
| 5     | Walentina Gerassimowa  | Sowjetunion    | 2:00,10    |
| 6     | Nina Morgunowa         | Sowjetunion    | 2:00,76    |
| 7     | Elżbieta Katolik       | Polen          | 2:01,37    |
| 8     | Gisela Ellenberger     | BR Deutschland | 2:01,48    |